# Shri
shri (しゅり)は、日本のイラストレーター、漫画家。漫画家として海老しゅり名義も使用する。長野県在住。

## 作品

### イラスト・キャラクターデザイン
- TRPG『アサルトエンジン』 キャラクターデザイン[1]
- DRAGON BOOK 25th Anniversary モンスター・コレクション テイルズ『ミノタウロスの夏』 挿絵[1]
- Webブラウザゲーム『セイクリッド　シュヴァリエ』 クエスト用NPCイラスト[1]
- TRPG『アサルトエンジン』リプレイ『翠の残響』 挿絵[1]
- ノベライズ『ルートダブル -Before Crime * After Days-』 カバーイラスト[1]
- ソーシャルゲーム『絶対防衛レヴィアタン」 販促用イラスト、ゲーム内カードイラスト[1]
- ライトノベル『デスマーチからはじまる異世界狂想曲』 イラスト[1]
- ライトノベル『蘇りの魔王』 イラスト[3]
- ライトノベル『アウトスタンディングス』 イラスト[4]
- ライトノベル『異世界ですが魔物栽培しています。』 イラスト[5]
- ライトノベル『平手久秀の戦国日記』 イラスト[6]
- ライトノベル『【配信中】女神チャンネル！ え、これ売名ですの!?』 イラスト[7]
- ライトノベル『チートスキル『死者蘇生』が覚醒して、いにしえの魔王軍を復活させてしまいました』 イラスト[8]

### 漫画
- 「小麦色は恋の色」(『COMIC X-EROS』vol.15掲載、海老しゅり名義)[1]